# 엔비가도 FC
엔비가도 FC(Envigado F.C.)는 콜롬비아의 도시 엔비가도를 연고지로 하는 축구 클럽이다. 이 팀은 1989년에 창단 되었으며 현재 카테고리아 프리메라 A에 참가하고 있다.

## 선수 명단

### 현역
참고: FIFA 자격 규정에 따라 소속된 국가대표팀 국기를 표시합니다. 선수는 복수의 FIFA 비회원국 국적을 가지고 있을 수 있습니다.
| 번호 | 포지션 | 국적     | 이름            |
| ---- | ------ | -------- | --------------- |
| 12   | GK     | 파라과이 | 루벤 에스코바르 |

| 번호 | 포지션 | 국적 | 이름 |
| ---- | ------ | ---- | ---- |

### 역대
틀:엔비가도 FC 선수 명단